# Luz negra (obra de teatro)
Luz negra es una obra teatral perteneciente al teatro existencial . Dividida  en un acto y este dividido en dos cuadros. Fue publicada en 1962 por el autor salvadoreño Álvaro Menéndez Leal (más conocido como Álvaro Menen Desleal). La obra pertenece al movimiento vanguardista siendo una de las obras de teatro con mayor trascendencia en la dramaturgia salvadoreña. Esta obra le valió ganar el Certamen Hispanoamericano de Teatro en 1965. Luz negra ha sido traducida a diversos idiomas, como el danés, polaco, ruso, alemán e inglés y puesta en escena en todo el mundo.
La obra tiene una clara influencia de Samuel Becket y su "Esperando a Godot" (1952), lo que llevó a que Miguel Ángel Asturias explicara la relación entre la obra de Menéndez Leal y la de Beckett diciendo que la primera es "un Beckett tropical, más rico, más vivo, más sugerente, más poético.” 

## Argumento

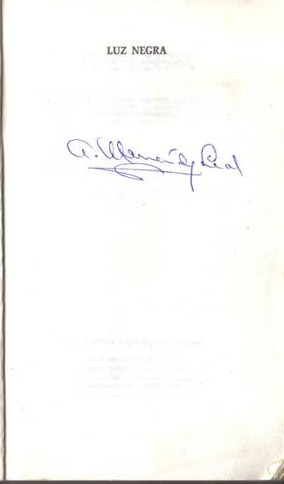
Ejemplar firmado por Álvaro Menen Desleal

La acción se desarrolla en una plaza donde están esparcidos los cuerpos de los dos personajes. Sus cuerpos están inmóviles pero sus cabezas dialogan. En el diálogo están los dos personajes después de haber sido decapitados (Goter y Moter). Estos intentan averiguar si están muertos o vivos. Mientras tanto, un ciego, una pareja, un barrendero y una niña se pasean por el lugar de la ejecución. Los intentos de los personajes por descubrir la verdad los lleva a gritar y desesperarse por la existencia. Goter y Moter cuentan sus vidas, uno es revolucionario y el otro un estafador. Pero ambos buscan ver en sus cuerpos, separados de las cabezas, un signo de vida, aunque sea pequeño. Así, observan a la gente que asistió a la ejecución, la critican y ven cómo curiosean en los cuerpos.

## Resumen
Esta obra es un guion de teatro, en el cual se desarrolla una historia acerca de dos hombres, llamados Moter y Goter. Estos hombres se supone que han perdido la vida , después de que fueron decapitados, pero no es así porque después de que los han decapitado sus cabezas todavía tienen vida por decirlo así, ya que entre ellos hablan y mantienen conversaciones.
Estos personajes son los principales ya que la obra se centra en ellos. Moter era un estafador ya que cometió diversos fraudes y estuvo en la guerra, Goter, es un idealista, que lo único que quería era llegar al poder, para mejorar la vida de las personas del pueblo;  los dos  murieron en el mismo lugar que era en la plaza, pero él primero en ser decapitado fue Moter y luego Goter.
Las cabezas de los dos hombres están en la tarima, apartadas de sus cuerpos, pero estos no se pueden ver las caras solo se mantienen hablando, Moter y Goter no se conocían hasta ese momento en que se dieron cuenta de que  ya no tenían cuerpo, luego se hacen compañeros y hablan entre ellos de diferentes cosas para irse conociendo. Los dos hombres se cuestionan el que sí  están vivos o muertos, pues lo más lógico es que estén muertos aunque puedan hablar, ellos buscan una manera de comprobar cual de estas teorías es la verdadera, así que hacen un plan para ver si las personas podían oírlos, este consistía en que: cuando pasara alguna persona gritarían una palabra, la cual les costo decidir cual era hasta que llegaron a la palabra amor, pues así lo harían cuando alguien pasara gritarían la palabra.
Paso una pareja de enamorados, por ese lugar, los cuales iban muy animados hasta llegar al lugar donde vieron las cabezas y sus risas cesaron, pero el hombre coloco sobre la cabeza Moter un pañuelo y se persino, pero a Moter y Goter se les olvido decir la palabra; Moter estaba molesto porque el pañuelo le cubría la cara y no lo dejaba ver. La siguiente persona que paso por ese lugar fue el hombre de la limpieza, quien empezó a limpiar pero luego dejó su escoba y el balde con agua en la tarima y con este se fue nuevamente la oportunidad de descifrar sus teorías, ya que olvidaron decir la frase. 
Luego se escucharon pasos y el ruido de algo que golpeaba el piso, era un ciego el cual iba pasado por esos rumbos, en estos momentos Goter y Moter empezaron a hablar y el ciego se detuvo para preguntar si había alguien es ese lugar, así es como el ciego y las dos cabezas mantienen una conversación acerca de diferentes cosas, dentro de las cuales le preguntan al ciego que Cómo es que ha perdido la vista, a lo que el dice que se la robaron pues él fue a la guerra y lo capturaron a él y a su esposa torturándolos, así que el comandante le dijo que le arrancaría los ojos y así lo hizo, luego  Moter le dijo al ciego que el lo iba a guiar para que él recogiera un boletín el cual contenía lo que se había dicho antes del decapitamiento, el anciano pregunta si este esta lisiado, a lo que Moter contesta algo así, el ciego coloca la página enfrente de la cara de Moter y esté empieza a leer, pero el ciego no cree ni una sola palabra el que lo le Moter esta diciendo, a lo que también Goter contesta que no era eso lo que él se acuerda haber escuchado, luego de esto el ciego  dice que se retira,  pero antes le pregunta a Moter que si hacen una alianza, que el lo carga y que él lo tiene que guiar de esa forma se complementarían,  Goter le dice que es muy amable pero que no se pueden mover de ese lugar, otra pregunta que hace el ciego es acerca del nombre de la plaza, y que él dice conocer cual es “Plaza libertad” dice, y es aquí donde se produce una discusión sin sentido pues todos dicen lo mismo, luego el ciego se retira.
Goter y Moter dicen que ese no vale así que tienen que esperar a que otro pase, de esta forma es como regresa el hombre de la limpieza pero estos ya no pueden poner en practica el plan ya que Goter se siente muy débil, raro y escucha música a lo lejos, pero logran ponerse de acuerdo y gritan amor, aunque esta palabra no es escuchada y poco a poco Goter va callando, quedando solamente Moter gritando,terminando la obra.